# Tantalato de litio
El tantalato de litio (LiTaO3) es una perovskita que posee propiedades ópticas, piezoeléctricas y piroeléctricas únicas que la hacen valiosa para la óptica no lineal, los sensores infrarrojos pasivos como los detectores de movimiento, la generación y detección de terahercios, las aplicaciones de ondas acústicas superficiales, los teléfonos móviles y, posiblemente, la fusión nuclear piroeléctrica. Se dispone de mucha información sobre esta sal en fuentes comerciales.

## Fusión piroeléctrica
Según un artículo publicado en Nature en abril de 2005, Brian Naranjo, Jim Gimzewski y Seth Putterman, de la UCLA, aplicaron una gran diferencia de temperatura a un cristal de tantalato de litio produciendo una carga lo suficientemente grande como para generar y acelerar un haz de núcleos de deuterio en un blanco deuterado, lo que dio lugar a la producción de un pequeño flujo de helio-3 y neutrones mediante fusión nuclear sin calor ni presión extremos. Sus resultados han sido replicados.
Es poco probable que sea útil para la generación de electricidad, ya que la energía necesaria para producir las reacciones de fusión supera la energía producida por ellas. Se cree que la técnica podría ser útil para pequeños generadores de neutrones, especialmente si el haz de deuterio se sustituye por uno de tritio. Comparándolo con la contención electrostática del plasma iónico para lograr la fusión en un "fusor" u otro IEC, este método concentra la aceleración eléctrica en un blanco de deuterio no ionizado mucho más pequeño y sin calor.

## Agua y congelación
Un artículo científico publicado en febrero de 2010 muestra una diferencia en la temperatura y el mecanismo de congelación del agua hasta convertirla en hielo, en función de la carga aplicada a una superficie de cristales piroeléctricos de LiTaO3.

## Otras lecturas
- "Fusion seen in table-top experiment" Physics Web, 27 de abril de 2005

- Datos: Q410458